# إيفات أشقر
إيفيت أشقر رسامة ولدت عام 1928 في كنفِ عائلةٍ لبنانية هاجرت إلى البرازيل وهي تشكيليّة من الرعيل الثالث لعبت دورًا أساسيًا في مضمار الفن التجريدي في لبنان. توفّيت في أيّار 2024.

## سيرة شخصية

### الشباب والتدريب
ولدت في ساو باولو ـ البرازيل، من عائلة مكونة من عشرة أطفال ـ ترتيبها هو التاسع وهي في العاشرة عادت عائلتها للاستقرار في لبنان.عاشت في هذا البلد لمدة 17 عاما
وبعد أن أغرتها التدريبات الموسيقية، توجهت إلى الأكاديمية اللبنانية للفنون الجميلة (ألبا) حيث تتلمذت على يد فرناندو مانيتي (1899-1964)، وهو فنان إيطالي عاش في بيروت

### حياة مهنية
قامت بالتدريس في ألبا وفي المعهد الوطني للفنون الجميلة في الجامعة اللبنانية

## النمط التصويري
تميزت في البداية بأسلوب الرسامين الفرنسيين جورج براك وجان دوبوفيه، ثم انتقلت نحو الرسم الأكثر تجريدية. تجمع لوحاتها بين التعبيرية والتجريد. تلعب الألوان الزاهية دورًا كبيرًا في تكوين لوحاتها؛ تجريد الأشكال هو طريقها.
هي شخصيّة طليعيّة - أفان ـ غارد ، على غرار شفيق عبود (1926-2004)، وهيلين الخال (1923-2009)، وجان خليفة (1923-1978).

## المعارض
- شباط 1960: معرضها الأوّل في صالة لا ليكورن ـ بيروت [1]
- 2009: معرضها الفنّي الأخير في صالة جانين ربيز ـ بيروت[4]